# Giuseppe Bellucci
Giuseppe Bellucci (Perugia, 25 aprile 1844 – Perugia, 3 gennaio 1921) è stato un etnografo, paleontologo e chimico italiano, esperto di folklore.

## Biografia
Si dedicò agli studi di chimica organica, paleontologia ed etnografia. Nel 1874 ottenne la cattedra di Chimica organica all'Università di Perugia, di cui poi fu rettore.
Compì interessanti studi sulle interpretazioni dei feticci e degli amuleti dall'età della pietra fino all'epoca moderna. Nel 1907 uscì una sua opera intitolata "Il feticismo primitivo in Italia e le sue forme di adattamento", in cui, sulla scorta degli studi di E. B. Taylor, indagò in il percorso storico, iconografico e apotropaico del grande repertorio di amuleti regionali italiani da lui stesso ricercati e collezionati. Di questa opera esiste una ristampa basata sulla seconda edizione del 1919 pubblicata dalla Arnaldo Forni Editore. La sua collezione di amuleti si trova esposta al Museo archeologico nazionale dell'Umbria di Perugia, che conserva anche la sua collezione preistoriche e protostoriche.
Il 22 dicembre 1881 fu iniziato in Massoneria nella Loggia di Perugia Francesco Guardabassi e nel 1885 ne divenne il Maestro venerabile, nel 1909 fu membro della Loggia Venti giugno 1859, pure di Perugia

## Riconoscimenti
La città gli ha dedicato una piazza tra le più praticate per accedere al centro storico, oltre che stazione base della Ferrovia Centrale Umbra.
È stata affissa nei primi anni del '900 un'epigrafe in suo onore su di una vistosa parete rocciosa sul versante sud del Monte Tezio, che da sempre caratterizza e rinomina la parete col suo nome.
Nell'estate del 2000 si è inaugurata al Museo Nazionale Archeologico di Perugia l'esposizione permanente di una parte, sicuramente la più organica e rilevante, della collezione di amuleti che Giuseppe Bellucci ha realizzato tra il 1870 e il 1920. Si tratta di uno dei lasciti materiali più importanti di quel grande movimento scientifico e intellettuale, l'evoluzionismo, che anche nel nostro Paese, nella seconda metà dell'Ottocento, ha portato avanti con un'impressionante mole di contributi teorici e di lavori di ricerca l'illusorio tentativo di fondare in modo unitario le scienze della natura e le scienze dell'uomo. La realizzazione dell'esposizione ha fatto giustizia della sbrigatività con cui erano stati indiscriminatamente liquidati, in un recente passato, tutti i contributi dell'antropologia ottocentesca, ma non ha ovviamente potuto, malgrado tutti gli accorgimenti, rivitalizzare pienamente quegli oggetti che ormai appartengono al passato della nostra società.